# Rhabdomastix (Rhabdomastix) strictivena
Rhabdomastix (Rhabdomastix) strictivena is een tweevleugelige uit de familie steltmuggen (Limoniidae). De soort komt voor in het Oriëntaals gebied.